# Blijeda plava galaktika
Blijeda plava galaktika (eng. faint blue galaxy, F.B.G., fra. galaxie bleu pâle) je vrsta galaktike.
Problem ove vrste galaktika pojavio se u astrofizici s promatranjima od 1978. i poslije. Promatranjima je utvrđeno da je bilo više galaktika bolometrijske magnitude > 22 nego što su tadašnje teorije predviđale. Galaktike se izgledaju blijede zato što su male ili zato što su vrlo daleko. Nijedno objašnjenje niti kombiniranje nije u početku poklapalo se s promatranjima. Razdioba ovih galaktika se otad drži konzistentnom s širenjem svemira, mjerenjima kozmičkoga mikrovalnog pozadinskog zračenja te ne-ništična kozmološka konstanta, koja je, uz postojanje danas teorijski prihvaćene tamne energije. Stoga služi kao potvrda promatranjima supernove koja za objašnjenje zahtijevaju tamnu energiju.
Drugi se problem pojavio 1988. s još dubljim promatranjima koja su pokazivala veži višak blijedih galaktika. Predstavilo ih se kao patuljaste galaktike koje prolaze kroz buktinje zvjezdane tvorbe, rezultirajući u plavom svjetlu mladih, masivnih zvijezda. Stoga su blijede plave galaktike vrlo sjajne za svoju veličinu i udaljenost. 
Većina blijedih plavih galaktika pojavljuje se unutar crvenog pomaka od 0,5 do 2. Vjeruje se da nestaju kao posebni objekti spajanjem s inim galaktikama.